# Gmina Skovbo
Gmina Skovbo (duń. Skovbo Kommune) była w latach 1970-2006 (włącznie) jedną z gmin w Danii w okręgu Roskilde Amt. 
Siedzibą władz gminy było miasto Borup. 
Gmina Skovbo została utworzona 1 kwietnia 1970 na mocy reformy podziału administracyjnego Danii. Po kolejnej reformie w 2007 r. weszła w skład nowej gminy Køge.

## Dane liczbowe
- Liczba ludności: (♀ 7449 + ♂ 7424) = 14 873
  - wiek 0-6: 9,9%
  - wiek 7-16: 14,7%
  - wiek 17-66: 66,1%
  - wiek 67+: 9,3%
- zagęszczenie ludności: 113,5 osób/km²
- bezrobocie: 3,1% osób w wieku 17-66 lat
- cudzoziemcy z UE, Skandynawii i USA: 102 na 10 000 osób
- cudzoziemcy z krajów Trzeciego Świata: 163 na 10 000 osób
- liczba szkół podstawowych: 5 (liczba klas: 92)